# Zamach w Reyhanlı (2013)
Zamach bombowy w Reyhanlı miał miejsce 11 maja 2013. Doszło wówczas do eksplozji dwóch samochodów-pułapek, w wyniku czego zginęły 52 osoby, a 140 zostało rannych. Był jednym z najbardziej tragicznych ataków bombowych na terenie Turcji.

## Tło
Reyhanlı leży przy granicy z Syrią. Wówczas toczyła się tam wojna domowa i w związku z czym notowano intensywny napływ uchodźców do Turcji. Ponadto Ankara wspierała walczących z reżimem Baszara al-Asada rebeliantów. Podczas wojny w październiku 2012 miała miejsce konfrontacja graniczna między państwami. Z kolei w lutym 2013 nieopodal miasta Reyhanlı w eksplozji zginęło 17 osób.

## Szczegóły ataku
O godz. 13:45 czasu lokalnego pod miejskim ratuszem eksplodował samochód-pułapka. 15 minut później, w czasie kiedy ludzie usiłowali pomóc rannym w pierwszym ataku, doszło pod pobliską pocztą do drugiej eksplozji. Łącznie w zamachach zginęły 43 osób, a 140 zostało rannych.

## Śledztwo oraz dochodzenie
Wicepremier Turcji Beşir Atalay powiedział, że zamach był reperkusją wojny domowej w Syrii, a stał za nim syryjski wywiad Muchabarat. Ponadto turecki minister spraw zagranicznych Ahmet Davutoğlu dodał, że zamachy w Reyhanlı były skutkiem braku przeciwdziałania wojnie w Syrii. Premier Turcji Recep Tayyip Erdoğan dodał, że kraj nie da się wciągnąć w syryjską wojnę. Zamach na południu Turcji ostro potępili sekretarz generalny ONZ Ban Ki-moon i szef amerykańskiej dyplomacji John Kerry.
Inne poszlaki wskazywały, iż za zamachem stali sunniccy dżihadyści z ugrupowania Islamskie Państwo w Iraku i Lewancie, którzy walczyli syryjskiej wojnie domowej.
12 maja 2013 w związku zamachami aresztowano 9 osób
Były to najbardziej krwawe zamachy bombowe w Turcji. Do ataków doszło kiedy w Turcji toczył się proces pokojowy kończący kurdyjską rebelię narodowowyzwoleńczą. Podczas 29 lat konfliktu nie doszło do tak krwawego ataku, jaki zorganizował syryjski wywiad.